# Alain Storione
Alain Storione, né le 30 janvier 1932 à Marseille, est un homme d'affaires français à l'origine de la création de la farine Francine en 1964, et de l’entreprise Banette en 1981.

## Biographie

### Origines familiales
Issu d'une dynastie marseillaise de minotiers, Alain Charles Marie Storione est le plus jeune des cinq enfants de Maxime Storione et Jeanne Graille. Ses parents exploitaient les Grands Moulins Storione, Avenue Roger-Salengro dans le 2e arrondissement de  Marseille, hérités de son grand-père, Michel Storione.  
Dans les années 1960, il habite au 343, rue Paradis.
Il est le beau-père du haut fonctionnaire français Christophe Bourdillon.

### Carrière
Il suit des études à Kedge Business School.  
Avec ses deux frères Michel et Pierre, Alain propulse l'entreprise au 4e rang national notamment grâce à la farine fluide en sachet[réf. nécessaire].
En 1980, il lance la fameuse Banette, une baguette qui casse avec les habitudes de l'époque. Elle coûte plus chère que ses concurrentes mais se conserve plus longtemps. La toute première boulangerie Banette ouvre dans le quartier Notre-Dame-du-Mont à Marseille. 
Fort de ce succès, des boulangeries Banette ouvrent dans toute la France et arrivent même jusqu'aux États-Unis.
En 1987, les trois frères revendent leur société au groupe Champagne Céréales. Ils décident alors d'investir dans l'immobilier à Marseille,. Ils deviennent des grands propriétaires immobiliers, possédant certains immeubles haussmanniens du quartier de la préfecture des Bouches-du-Rhône. Il rachète notamment l'immeuble où a vécu Edmond Rostand, dont il est un lointain cousin.
Il est président d'honneur de la fondation de l'hôpital Saint-Joseph.